# Sociedad multiétnica
Las sociedades multiétnicas, a diferencia de las sociedades nacionalistas, integran diferentes grupos étnicos, sin importar diferencias de cultura, raza e historia, bajo una identidad social común mayor que la «nación» en el sentido convencional. Todas las grandes ciudades pueden ser consideradas sociedades multiétnicas, incluso aquellas en las que la intolerancia étnica es anormal.
Así mismo, un componente primordial de las sociedades multiétnicas es el pluralismo. El pluralismo exhibe la tolerancia, estableciendo que la diversidad es la base que enriquece los valores del individuo, contribuyendo a su vez a la ciudad política. Este, no desafía a las autoridades constituidas mediante la libertad de conciencia, puesto que se plantea que lo reivindicado para sí mismo se le niega a los otros.
El pluralismo que se presenta en las sociedades multiétnicas ha transitado desde la intolerancia hasta lograr creer en el valor de la diversidad. Es trascendental, el destacar tres elementos esenciales que lo componen, los cuales son: el pluralismo como creencia, el pluralismo social y el pluralismo político. Los tres niveles del pluralismo, sirven como medios que establecen el concepto de diversidad. Otro concepto relevante que compone a las sociedades multiétnicas es la tolerancia, la cual se basa en tener creencias propias y conceder a su vez que otros tengan derecho a cultivar las suyas. La tolerancia se plantea con relación a lo que se encuentra intolerable, el no hacer el mal y la reciprocidad. Las sociedades multiétnicas desarrollan Estados Multiculturales y Federativos. Multiculturales en el sentido que incluyen en su seno la convivencia pacífica de varias culturas, etnias, lenguas, confesiones, estilos de vida, etc. Federativos en el sentido que delegan dentro de una misma Confederación su administración en Estados Autónomos, Regiones Autónomas, Municipios Autónomos y Localidades Autónomas. A menudo se llama a este tipo de Estados como Federación Multicultural.
También, muchas naciones que todavía hoy son consideradas monoétnicas tienen sus orígenes en un proceso más o menos violento de fusión o mezcla.
Hay una distinción entre una sociedad, una nación, un pueblo y un estado. Véase estado multinacional para los matices políticos y militares de dicha tipología estatal. Sin embargo, existe bastante solapamiento entre la cuestión de dirigir un estado, y la de encontrar una identidad común como nación.

## Posibles causas del fracaso de una sociedad multiétnica
A causa de la heterogeneidad cultural, las sociedades multiétnicas en general son más frágiles y cuentan con mayor riesgo de conflictos. En el peor caso estos conflictos pueden originar su colapso. Ejemplos recientes fueron la desintegración de Yugoslavia y la separación pacífica de Checoslovaquia. La mezcla o coexistencia forzada de grupos étnicos diferentes puede ser la causa de la aparición de tendencias nacionalistas y racistas que con el paso de los años pueden tomar tanta fuerza que sean capaces de destruir una sociedad multiétnica.